# دهستان قلخانی
قلخانی  دهستانی است از توابع گهواره و در شهرستان دالاهو استان کرمانشاه ایران.
نام این دهستان از نام ایل قلخانی گرفته شده‌است.مردمان قلخانی از شهرستان ایوان غرب شاخه هفت ماله بزرگ بان سیری می‌باشند، که از گذشته‌های دور در این منطقه و مناطق دیگر کرمانشاه سکونت دارند.

## جمعیت
جمعیت این دهستان بر اساس سرشماری سال ۱۳۸۵ (۱٬۹۵۴خانوار) ۹٬۳۵۴نفر 
بوده‌است.